# البواسل (مسلسل)
البواسل مسلسل سوري، من نوع فنتازيا تاريخية،وهو الجزء الثالث من سلسلة الفنتازيا التاريخية والتي شملت بإضافة إليه كل من مسلسلي «الجوارح»و «الكواسر».من تأليف هاني السعدي وإخراج اسماعيل بن طفيل. بطولة نخبة من الممثلين أهمهم محمد، وأسعد فضة، وجمانة مراد، وبيير داغر،وسامر المصري ،ومازن الناطور ،باسل خياط، ورضوان عقيلي، وصباح عبيد وقيس شيخ نجيب. من إنتاج مركز دبي للاعمال الفنية، بُث لأول مرة في غرة رمضان 1421هـ الموافق 27 نوفمبر / تشرين الثاني 2000م.

## ملخص المسلسل
بداية هذا الجزء كان من نقطة نهاية مسلسل الكواسر بالفوز على شقيف وعصبته. وأبن الوهاج كان متوجها لتمثال أسامة ,, فتم اختطافه من قبل عصابة جندع الذي يطلب ذهب ابن العلقم فدية لاطلاق سراحه ولكن ليث ابن أسامة يلجأ للحيلة فيخلص جده بعد معركة مع جندع يصبح بعدها مشلولا بعد طعنه من قبل العرندس وهو أحد البواسل الأربعة وهذا ما يثير نقمة جندع على ابن الوهاج
فيرسل ولده القعقاع وهو فارس قوي للانتقام منهم
حيث يلجأ إلى قبيلة ابن الوهاج عن طريق الحيلة ليستضيفوه بينهم وعندها يبدأ بتصفية فرسان القبيلة واحدا تلو الآخر فيجرح الباشق ويقتل ليث وابن الرومية الذي كان يشك به ولكن لم يصدقه أحد إلى أن ينكشف امر القعقاع في النهاية ويقتل على يد العرندس في مبارزة بينهما.

## فريق العمل

### المؤلف
- هاني السعدي

### المخرج
- نجدة إسماعيل أنزور

### الممثلين
- اسعد فضة بدور ابـن الــوهــاج
- صباح عبيد بدور الــبــاشــق
- باسل خياط بدور شــاهــيــن
- عبد الرحمن أبو القاسم بدور ابــن الــرومــيــة
- قيس الشيخ نجيب بدور لــيــث (الـكـاسـر)
- رضوان عقيلي بدور جــنــدع
- رشيد عساف بدور الــعــرنــدس
- مازن الناطور بدور دربـــاس
- سامر المصري بدور ضــيــغــم
- بيير داغر بدور الــقــعــقــاع
- شادي حداد بدور شـيـبـا
- مي سكاف بدور هــنــد
- جومانا مراد بدور الــدرقــاء
- أيمن بيطار بدور بندر